# Santo Stefano al Mare
Santo Stefano al Mare (ligur nyelven San Stéva]) egy olasz község a Liguria régióban, Imperia megyében.

## Földrajz
A község a Ponentei Riviérán (Riviera di Ponente) helyezkedik el. 2006-ban tengerpartja megkapta a kék zászlót.

## Története
A település neve a Santo Stefano di Villaregia bencés kolostorra utal, amelyet a 11. században alapítottak, és amelyhez a kis település hosszú ideig tartozott. Az al Mare tengerparti fekvésére utal. A település eredetére vonatkozóan pontos adatok nem léteznek. A 13. század második felében a Genovai Köztársaság része lett. A napóleoni háborúk során a franciák szerezték meg, majd 1815-ben, a bécsi kongresszus után a Szárd-Piemonti Királysághoz csatolták.

## Látnivalók

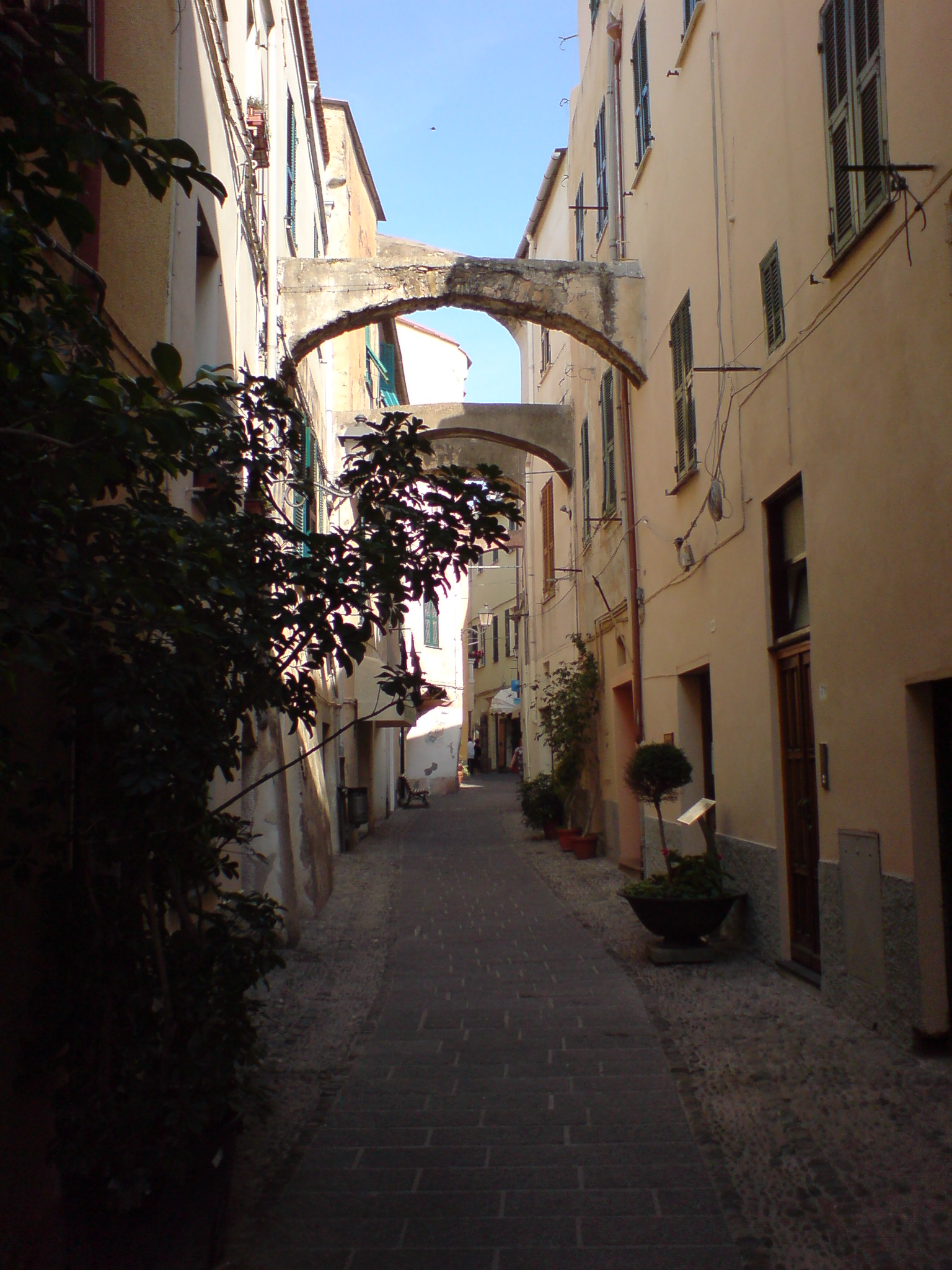
Az óváros egy részlete

- Santo Stefano templom: román stílusú 13. században épült templom, belsejében ligúr festők képeivel.
- Oratorio del Santo Cristo: a Santo Stefano mellett épült a 17. században.

## Fordítás
- Ez a szócikk részben vagy egészben  a   Santo Stefano al Mare című olasz Wikipédia-szócikk fordításán alapul.  Az eredeti cikk szerkesztőit annak laptörténete sorolja fel. Ez a jelzés csupán a megfogalmazás eredetét és a szerzői jogokat jelzi, nem szolgál a cikkben szereplő információk forrásmegjelöléseként.